# Dampfiella nebulosa
Dampfiella nebulosa är en kvalsterart som beskrevs av Sandór Mahunka 2000. Dampfiella nebulosa ingår i släktet Dampfiella och familjen Dampfiellidae. Inga underarter finns listade i Catalogue of Life.